# Breeding Death
Breeding Death is de eerste ep van de Zweedse deathmetalgroep Bloodbath. De leden hadden het idee om voor het plezier een paar nummers te schrijven in de 'old school'-deathmetalstijl waarin hun respectievelijke bands geworteld waren. De ep werd in 2005 heruitgebracht met twee bonusnummers.

## Tracklist
Alle teksten zijn geschreven door Åkerfeldt/Renkse, alle muziek is geschreven door Bloodbath.
| 1.                 | Breeding Death     | 4:25 |
| 2.                 | Ominous Bloodvomit | 3:46 |
| 3.                 | Furnace Funeral    | 5:03 |
| Totale duur: 13:14 |                    |      |

| 4.                 | Breeding Death (demo)     | 4:22 |
| 5.                 | Ominous Bloodvomit (demo) | 3:38 |
| Totale duur: 21:14 |                           |      |

## Bezetting
- Mikael Åkerfeldt – Vocalen
- Anders Nyström – Gitaar
- Jonas Renkse – Basgitaar
- Dan Swanö – Drum